# Шадрино (городской округ Семёновский)
Шадрино — деревня в составе Хахальского сельсовета, ранее Светловского сельсовета городского округа Семёновский.

## География
Располагается близ реки Чернуха (приток Керженца). Находится в 10 км от города Семёнов и в 52.6 км от Нижнего Новгорода. Высота цента посёлка над уровнем моря — 120 м.

## Название
Название деревни происходит от прозвища «Шадрый», что значит «рябой». Скорее всего характеристика первопоселенца.

## История
Первоначально деревня входила в Хвостиковскую волость Семёновского уезда Нижегородской губернии.

## Население
| 2002 | 2010 |
| ---- | ---- |
| 20   | ↘13  |